# 신세계그룹
신세계그룹(新世界그룹, Shinsegae Group)은 (주)신세계를 중심으로 하는 대한민국의 기업 집단이다.

## 개요
1967년 대한민국 최초 바겐 세일을 실시하고, 1969년 대한민국 최초로 신용카드를 발급하였으며, 1991년에 삼성그룹에서 독립을 선언하여 1997년에 공식 계열 분리되었는데 같은 해 모기업 진로그룹의 부도로 위기에 처한 GTV 인수설이 있었으나 무산됐다.
관계사로는 신세계백화점을 모체로 한 신세계를 중심으로, 이마트, 신세계건설(유가상장시장), 신세계아이앤씨(유가상장시장), 광주신세계(유가상장시장), 신세계푸드(코스닥)가 상장되어 있고 그 외에 신세계첼시, 신세계조선호텔, 조선호텔베이커리, 신세계인터네셔널, 스타벅스코리아 등이 있다.
2000년 12월 28일 ONTV에 온미디어에서 창립하여 개국하였으나, 전에의 동양그룹에서 인수하였다.
2001년 3월에는 (주)신세계백화점에서 (주)신세계로 상호를 변경하고, 현재는 백화점 경영과 함께 대형 할인점 이마트를 전국적으로 확대하며 영업하고 있다. 2002년부터는 대구백화점과 업무 제휴를 하고 있다. 2006년에는 월마트코리아 주식회사를 인수하였고, 그동안 세입자 주체였던 신세계백화점 미아점을 폐점시켰다. 2007년 대한민국의 유통 기업으로는 처음으로 국제 신용평가기관인 무디스로부터 A3(안정적) 신용등급을 획득하였다. 이는 아시아에서 일본의 이세탄, 한큐백화점과 함께 최고 수준이다.
한국은행에 따르면 2006년 이마트를 비롯한 신세계의 마진율은 29%로, 월마트의 23.1%, 까르푸의 21.4%보다 높은 것으로 나타났다.
2016년 들어 오너 3세 정용진 부회장과 정유경 백화점 백화점부문 총괄 사장이 각자 보유한 신세계와 이마트 지분을 전량 맞바꾸면서 남매가 핵심 계열사를 나눠 맡는 책임경영 체제를 마련했다.
2016년 5월 18일 서울특별시 시내 면세점인 신세계면세점 명동점이 신세계백화점 본점 신관에 개점했다.
2021년 6월 24일 이베이코리아를 3조 4000억원에 인수하였다.

## 연혁
- 1930.10.24 대한민국 최초 백화점 미스코시 경성지점 개점(현 신세계본점)
- 1945.09.15 동화백화점으로 개명(정부관리 기업체)
- 1951.07.19 6.25 한국 전쟁 당시 미군이 본점 건물을 미군 PX로 사용
- 1955.12.09 (주) 동화백화점 설립
- 1963.07.15 삼성그룹, 동방생명과 함께 동화백화점 인수
- 1963.11.12 동화백화점에서 신세계백화점으로 상호 변경
- 1964.04.4 대한민국 최초 DM 제작
- 1965.06 대한민국 최초 PB상품, 입체 와이셔츠 생산
- 1965.11.20 박정희 대통령 방문
- 1966.01 신세계 전시관(현 신세계 갤러리) 개관
- 1966.04 제1회 어린이 그림잔치 개최
- 1967.10.23 대한민국 최초 바겐세일 실시
- 1968.02.14 외국인 전용매장 설치
- 1968.09.16 대한민국 최초 쇼핑백 등록
- 1969.04.01 업계 최초 직영백화점으로 출발
- 1969.06.13 직영 기념 바겐세일 실시, 대한민국 최초 여대생 아르바이트 채용
- 1969.07.01 대한민국 최초 크레디트 카드 발급
- 1970.02.17 불친절 충고실 설치
- 1970.03 사훈 제정(신용, 친절, 성실)
- 1970.06.20 제1회 팔도물산전 개최
- 1970.06.30 이동백화점 시작: 차량 10대
- 1970.10.10 공작회 설립
- 1970.11.01 제주도 귤 직송 판매: 업계 최초 kg판매
- 1970.11.21 제1회 포장지 콘테스트
- 1971.02.01 신세계ㆍ한일은행 카드 발급: 대한민국 최초 자동이체 실시
- 1971.03 심볼로 '공작(Peacock)’ 선정
- 1971.11 공룡전 개최 / 카사빠보 5층에 개장
- 1972.02.02 대한민국 최초 번들세일 실시
- 1972.05.07 미스 코리아 1일 판매
- 1972.09 옥상공원 완공
- 1972.11.21 북한 적십자 대표단 방문
- 1973.03.01 대한민국 최초 해외 브랜드 맥그리거 유치
- 1973.04.30 서독 돌고래쇼 개최: 주차장에 특설 풀을 설치해 돌고래 2마리 공연
- 1973.08.25 대구지점 오픈
- 1974.04.02 전망용 엘리베이터 운행 개시
- 1974.04.10 정부 지정 수퍼체인 1호로 지정
- 1974.09.01 신세계 스토아 반포점 오픈
- 1974.09.23 업계 최초 해외지점망(뉴욕지점) 설치
- 1974.12.08 대한민국 최초 하이퍼마켓 오픈
- 1975.02.06 제1회 한복패션쇼 개최
- 1975.11 DECOMAS(DesignCoodination as a Management Strategy) 완성: 신세계 디자인 이미지 통합작업
- 1975.11.01 레지스터 전 코너 도입: 영수증 100% 발급
- 1976.09 고객상담 카드제도 실시
- 1977.07.21 모델 NO1 작전 추진 대회
- 1977.11.11 가봉공화국 백화점 사원 연수교육
- 1978.04.05 피에르 가르뎅과 기술제휴 계약
- 1979.04.01 대한민국 최초 지방백화점(대구백화점)과 제휴 계약 체결
- 1979.04.16 경주 보문지점 오픈
- 1979.06.05 제1회 근대미술품 경매전
- 1979.08.01 대한민국 최초 모니터제도 실시
- 1979.08.20 월간 신세계 발행
- 1979.11.01 유통산업연구소 설치
- 1981.03.01 영업1본부, 영업2본부, 관리본부 신설
- 1981.04.28 업계 최초 수출입허가 획득
- 1981.05 RIDI(The Research Instritute of Distribution Information) 창간
- 1981.05.29 업계 최초 제1회 TQC(Total Quality Center) 분임조 발표대회
- 1981.07.18 제1회 판매실기 경영대회
- 1981.10.09 국제 패션쇼 개최
- 1981.11.27 이동세무상담소 설치
- 1982.04.01 미스코시백화점과 기술 제휴
- 1982.04.08 업계 최초 현금자동지급기 설치
- 1982.11.03 조선호텔 인수
- 1982.11.09 제1회 공작작품전: 신세계 사원 작품전으로 수예, 시화부문 등 70여점 출품
- 1983.03.22 업계 최초 프랑스 이브생로랑과 기술제휴
- 1983.03.22 밀레와 비르바종파전 개막
- 1983.04.12 전국 5개 제휴 백화점 대잔치
- 1983.08.13 마하티르 말레이시아 수상 내방
- 1983.08.26 주부 판매사원 모집
- 1983.09.17 김포공항점 오픈
- 1984.02.01 업계 최초 매입, 판매 분리
- 1984.05.01 영등포점 개점 / 대한민국 최초 POS시스템 도입
- 1984.06.01 달리 보석전 개최
- 1984.10.06 신세계백화점 동방플라자 개점
- 1984.11.17 전사 총 매출 천억 돌파
- 1985.01.28 신세계 '85 대전진운동 추진
- 1985.02.06 제1회 마케팅 대상 수상
- 1985.04.01 업계 최초 크레디트 보험가입 서비스 실시
- 1985.05.04 고객 주차장 대확장 오픈
- 1985.08.19 신세계 기업공개로 증권거래소에 상장
- 1985.09.01 개인별 사업부제 실시
- 1985.09.10 리빙관 그랜드 오픈
- 1985.09.10 랑방 브랜드 기술제휴
- 1986.01.11 제1회 신세계 서비스 아이디어 공모전 개최
- 1986.02.28 첫 주주총회 개최
- 1986.04.08 업계 최초 유통전문 교육기구인 바이어 스쿨 개강
- 1986.05.23 외국인 관광객 면세 백화점으로 지정
- 1986.08.28 업계 최초 전산시스템을 HP에서 ACOS시스템으로개선
- 1987.01.15 대한민국 최초 다점포 POS시스템 가동
- 1987.05.01 신세계백화점 본점 1, 4층 리뉴얼 오픈
- 1987.09.18 대한민국 최초 일본 고또부끼야와 상품 공동개발 및 수출협정
- 1987.09.22 본점 패션전문 대형백화점으로 전관 리뉴얼
- 1987.10.23 국제유통 세미나 개최
- 1987.11.26 '88 파리 추동 국제패션쇼 개최
- 1988.01 업계 최초 자동음성응답 시스템
- 1988.04 업계 최초 배달 온라인체제 가동
- 1988.07.22 일본 주지쯔야와 상품개발 및 수출계약 체결
- 1988.08.05 전점 종합 POS시스템 도입
- 1988.08.31 신세계백화점 미아점 개점
- 1988.10 대한민국 최초 해외통신 판매
- 1988.11 본사부문 사무실 통합, 대연각 빌딩으로 이전
- 1989.03.17 세이부백화점과 기술 제휴
- 1989.06.03 직장인 주최 유니폼 콘테스트 최우수상 수상
- 1989.09.01 업계 최초 홈쇼핑 시스템 도입
- 1989.10.24 신 CIP 개편
- 1989.10.31 업혁 3 운동 전개
- 1989.11.01 스포츠문화관 개관
- 1989.12.20 업계 최초 제1회 대학생 유통논문 공모전
- 1990.04.18 업계 최초 울산 주리원 백화점 전관 리뉴얼 공사 계약
- 1990.05.01 신세계백화점 본점 신관 탄생
- 1990.05.03 식품시험분석실, 상품과학연구소로 확대
- 1990.06.26 업계 최초 사회공익성 행사 '가정도의 문화향상 캠페인’전개
- 1991.03 업계 최초 소비자의 달 제정
- 1991.04 대한민국 최초 자연 분해 비닐 쇼핑백 개발
- 1991.04.30 영등포점, 전관 리뉴얼 오픈
- 1991.05.01 대한민국 최초「여성 S/M」탄생 및「노인 판매원 모니터제」도입
- 1991.05.01 신세계 성안백화점 탄생
- 1991.06 사내 CA-TV 정규방송 실시: SCS 개국
- 1991.11.06 삼성그룹에서 독립
- 1992.04.08 업계 최초 소비자 중역제 실시
- 1992.06.02 직영목장 개설
- 1992.06.15 신창업전진대회 개최
- 1992.12.17 신세계백화점 천호점 개점
- 1992.12.21 업계 최초 중국 성향백화점과 합의 각서 조인
- 1993.11.12 대한민국 최초 디스카운트 스토아 이마트 1호점 창동점 개점
- 1993.11.18 업계 최초 유통연수원 개원
- 1993.11.23 신세계백화점 영동점 개점
- 1993.12 대한민국 최초 기내 통신판매 실시
- 1994.04.06 웨스턴 조선비치호텔 인수
- 1994.04.06 상품권 부활 판매 개시
- 1994.04.06 신 POS시스템 가동
- 1994.06.30 한강 수질 보호선 기증
- 1994.07.15 업계 최초 신세계 뉴 기프트 카드인 선불카드(P.P카드) 발행
- 1994.08.01 업계 최초 컴퓨터를 이용한 홈쇼핑 실시
- 1994.09.06 Giorgio Armani 전문점 오픈
- 1994.10.07 대한민국 최초 회원제 도소매 클럽 Price Club 1호점 양평점 오픈
- 1995.05.31 대한민국 최초 신세계 한국상업사박물관 개관
- 1995.07.01 신세계 푸드시스템 창립
- 1995.08.08 신세계 그룹 사보인「신세계 패밀리지」창간
- 1995.08.25 광주 신세계백화점 오픈
- 1995.10.24 신세계 개점기념일을 10월 24일로 제정
- 1995.12.13 (주) 자유개발로부터 자유컨츄리클럽 인수
- 1996.01.23 업계 최초 신세계백화점 중국 상해점 오픈
- 1996.01.23 신세계 인터내셔날 창립
- 1996.05.13 신세계 카드, 대한민국 최초의 신용카드로 기네스인정서 수여
- 1996.05.14 신세계 유통대학 개설
- 1996.11.30 이마트 스포츠 데포 오픈
- 1996.12.11 대한민국 최초 할인점 물류센타인 용인 물류센타 오픈
- 1997.02.01 업계 최초 해외 할인점인 중국 1호점 중국 상해점 오픈
- 1997.04.16 신세계, 삼성그룹에서 완전 분리 확정
- 1997.04.21 북한 흙, 무상증정 행사
- 1997.05.02 신세계I&C 창립
- 1997.05.09 대한민국 최초 이마트 분당점 최저가격제 실시
- 1997.06.07 신세계건설 주식회사 설립
- 1997.09.26 스타벅스사와 커피전문점 사업 진출 계약
- 1997.11.20 신세계백화점 인천점 오픈
- 1998.05.04 미국 코스트코사와 합작사 설립
- 1998.07.24 신세계 여자 농구단 쿨켓 창단
- 1998.09.10 대한민국 최초 유통업과 금융업의 전략적 제휴 체결
- 1998.11.12 백화점과 이마트부문을 분리해 독립경영체제로 구축
- 1998.12.17 신세계, 국가고객만족도(NCSI) 1위 수상
- 1999.07.27 세계적인 커피전문점 스타벅스 1호점 이대점 오픈
- 1999.07.21 업계 최초 신선식품 리콜제 실시
- 1999.09.9 품질분임조 전국대회 대통령상 금상 수상
- 1999.09.13 신세계 여자 오픈 골프대회 개최
- 1999.12.17 업계 최초 한국유통대상 대통령상 수상
- 1999.12.22 신세계 경영이념(윤리경영) 및 신CI 선포
- 2000. 윤리경영의 전사적 실천
- 2000.03.3 신세계 카드, SK와 전략적 제휴 체결
- 2000.06.16 신세계 드림 익스프레스(SEDEX) 창립
- 2000.07.27 신세계 쿨켓, 2000 여자 프로농구 여름리그 우승
- 2000.08.17 신세계백화점 마산점 오픈
- 2000.10.05 신세계백화점 강남점 오픈
- 2001.02.27 이마트 30호점 만촌점 오픈
- 2001.03.10 (주)신세계백화점에서 (주)신세계로 사명 변경
- 2001.05.15 신세계닷컴(http://www.shinsegae.com) 오픈
- 2002.07.09 이화여자대학교에 경영관 기증
- 2002.09 임직원 대상 가족농장 운영
- 2002.11.27 중국 상해 구백그룹과 합자계약 체결
- 2002.11.28 세계 최초 유통업계 최단기간 매출 5조 달성
- 2003.03.03 업계 최초 금탑산업훈장 수상
- 2003.09.17 중국 태달그룹과 합자계약 체결
- 2003.12.23 이마트 60호점 울산점 오픈
- 2004.04.01 강남점 리뉴얼 확장 오픈
- 2004.06.29 중국 2호점, 루이홍점 오픈
- 2004.09 미국 포브스지, 신세계를 세계 400대 기업으로 선정(241위)
- 2004.09.10 부산 센텀시티 사업자로 선정
- 2004.10.07 이마트 70호점 용산역점 오픈
- 2004.10.27 이마트 직불카드 도입[6] 및 제휴사 직불카드 도입(우리은행[7], 신한은행)[8]
- 2004.12.13 중국 첫 단독 점포, 중국 3호점 인뚜점 오픈
- 2005.02.14 업계 최초 신세계 신용등급 AA+ 책정
- 2005.06 이마트, 누적 고객 10억명 고객 돌파
- 2005.08.01 신세계 신사옥 시대 개막
- 2005.08.10 신세계 본점 그랜드 오픈
- 2005.09 백화점부문, 친절왕 선발 100회 맞음
- 2005.09.28 서비스 아카데미 개원
- 2005.10.03 신세계, 아태지역 50대 유망기업으로 선정: 포브스지
- 2005.10.20 이마트부문, 판매왕 ·친절왕 선발제도 시행
- 2005.10.27 이화 ·신세계관 기증
- 2005.11.22 이마트 80호점 춘천점 오픈
- 2005.12 강남점, 유통대상 대통령상 수상
- 2005.12.14 업계 최초, 장애인 고객 응대 교육 실시
- 2006.01.01 전자회계 시스템 개발
- 2006.03.02 신세계 포인트 카드 탄생
- 2006.03.17 대한민국 최초, 매가로그 잡지인 'S 신세계 스타일’ 창간
- 2006.05.12 중국 7호점 이마트 상하이 싼린점 오픈
- 2006.05.22 미국계 할인점 월마트 16개 점포 인수: 이마트 점포수 79개/(중국 7개 점포 제외)에서 95개로 증가
- 2006.09.01 중국 이마트 홈페이지 개설
- 2006.10.12 이마트 101호점 익산점 오픈: 대한민국 내 점포 100호점 시대 개막
- 2006.10.13 월마트 16개, 이마트로 재탄생
- 2006.10.24 신세계 개점 76주년
- 2007.04 신세계그룹 & 경방필백화점 인수
- 2009.09 경방필백화점 부지 경방타임스퀘어 & 신세계 영등포점 오픈
- 2010.09.06 신세계 기프트카드 출시[9]
- 2011.5.1 신세계백화점, 이마트 기업 분할함[10]
- 2012.04.14 신세계 쿨캣 여자농구단 해체 → 이후 하나금융그룹이 인수하여 부천 하나외환 여자농구단으로 재창단
- 2015.06.18 일산 이마트타운 오픈
- 2015.10.08 신세계푸드, 스무디킹코리아 및 베트남 사업권 인수
- 2016.02.26 신세계백화점 강남점 리뉴얼 오픈
- 2016.03.03 신세계백화점 센텀시티몰 오픈
- 2016.05.18 신세계면세점 명동점 오픈
- 2016.06.23 신세계백화점 김해점 오픈
- 2016.09.09 스타필드 1호점 하남점 오픈
- 2016.11.01 스타필드 2호점 코엑스점 오픈
- 2016.12.15 신세계백화점 대구점 오픈
- 2017.08.24 스타필드 3호점 고양점 오픈
- 2018.01.01 대기업 최초 주 35시간 근무제 도입
- 2018.06.28 삐에로쑈핑 1호점 스타필드 코엑스점 오픈
- 2018.07.18 신세계면세점 강남점 오픈
- 2021.03.06 KBO 리그 SK 와이번스를 인수하여 SSG 랜더스 프로야구단 창단.
- 2021.08.27 신세계백화점 대전 Art&Science점 오픈

## 계열사
신세계그룹은 공정거래위원회로부터 독점규제 및 공정거래에 관한 법률에 의거 대규모 기업집단으로 지정되었다.
기업집단의 명칭: 신세계
기업집단 동일인: 이명희
- (주)신세계 (유가증권시장 상장)
- (주)이마트 (유가증권시장 상장)
- (주)광주신세계 (유가증권시장 상장)
- 신세계건설(주) (유가증권시장 상장)
- (주)신세계아이앤씨 (유가증권시장 상장)
- (주)신세계푸드 (유가증권시장 상장)
- (주)신세계인터내셔날 (유가증권시장 상장)
- (주)조선호텔앤리조트
- (주)신세계면세점글로벌
- (주)신세계디에프
- (주)스타벅스커피코리아
- (주)에스에스지닷컴
- 신세계의정부역사(주)
- (주)신세계사이먼
- (주)신세계엘앤비
- (주)하남유니온스퀘어
- (주)신세계톰보이
- (주)동대구복합환승센터
- (주)신세계영랑호리조트
- (주)센트럴시티
- 서울고속버스터미널(주)
- 센트럴관광개발(주)
- (주)센트럴건설
- (주)신세계투자개발
- (주)신세계페이먼츠
- (주)신세계프라퍼티
- (주)이마트위드미
- (주)인천신세계
- (주)몽클레르신세계
- (주)신세계디에프
- (주)신세계티비쇼핑
- 세린식품(주)
- 스무디킹코리아(주)
- (주)신세계인터코스코리아
- (주)대전신세계
- (주)제주소주
- (주)스타필드고양
- (주)제이원
- (주)스타필드수원
- (주)신세계야구단
- 지마켓
- 신세계까사
- (주)플래티넘페이먼츠
- ON TV 온누리인천방송